# Innan Glyvur

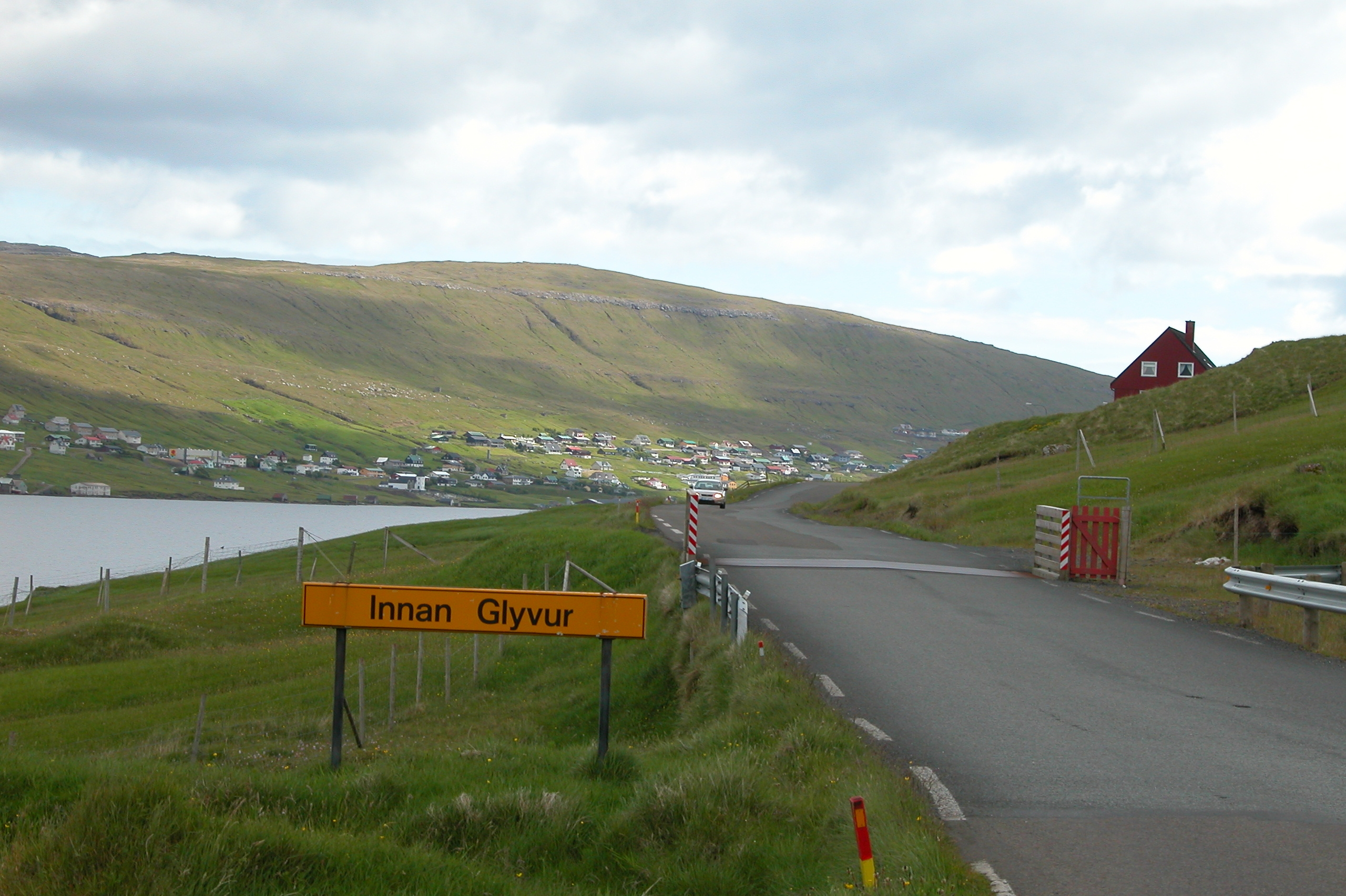
Ortseingang von Innan Glyvur, Blick in Richtung Süden.

Innan Glyvur [ˌɪnːan ˈgliːvʊɹ] ist ein Ort der Färöer auf der Insel Eysturoy. 
- Einwohner: 77 (1. Januar 2007)
- Postleitzahl FO-494
- Kommune Sjóvar.

Innan Glyvur liegt an dem Westufer des längsten färöischen Fjordes, dem Skálafjørður. Der Ort wurde 1884 gegründet und gehört zum langgezogenen Siedlungsgebiet von Skáli weiter nördlich, administrativ jedoch zum südlichen Ort Strendur.
Bevor der Theologe Jógvan Fríðriksson erster Bischof der 2007 etablierten Färöischen Volkskirche wurde, war er von 1992 bis 2007 als Gemeindepfarrer in Innan Glyvur tätig. 
Aus Innan Glyvur stammt der Musiker Jens L. Thomsen.